# Conjonction solaire

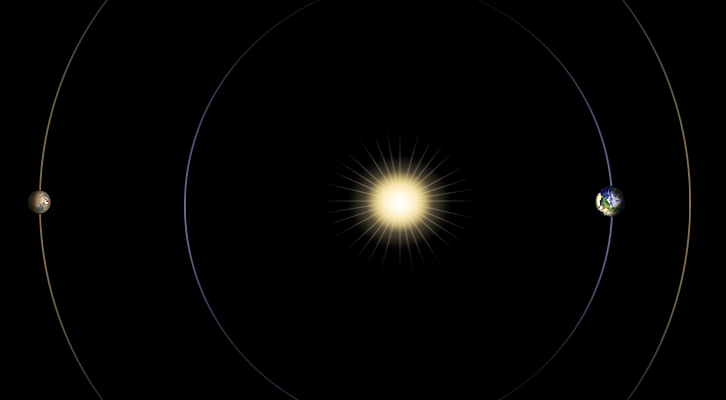
Conjonction solaire entre la Terre et Mars

Une conjonction solaire se produit lorsque le Soleil s'interpose entre deux objets célestes. D'un point de vue relatif à la Terre, cet événement survient lorsque le Soleil est placé devant une planète ou tout autre objet du Système solaire. 
En termes de communications satellitaires, on parle de conjonction solaire lorsqu'un satellite artificiel se trouve devant le Soleil. Les télécommunications peuvent être troublées lors de cette période.

## Problèmes liés aux véhicules spatiaux
Lors d'une conjonction solaire, les véhicules spatiaux doivent impérativement cesser toute communication avec la Terre, au risque de corrompre le système avec des instructions erronées. Ce phénomène est dû aux interférences créées par le Soleil lors des transmissions radio. C'est le cas par exemple des rovers déposés sur Mars, et notamment de Curiosity, que le Jet Propulsion Laboratory de la NASA a dû placer en mode autonome pour une durée de 25 jours (du 9 au 26 avril 2013). Durant cette période, les déplacements sont suspendus et Curiosity exécute des tâches qui ne requièrent aucune instruction depuis la Terre, comme l'enregistrement des conditions atmosphériques et des données radioactives.
Une conjonction solaire entre la Terre et Mars survient environ tous les 26 mois.